# Mitrailleuse

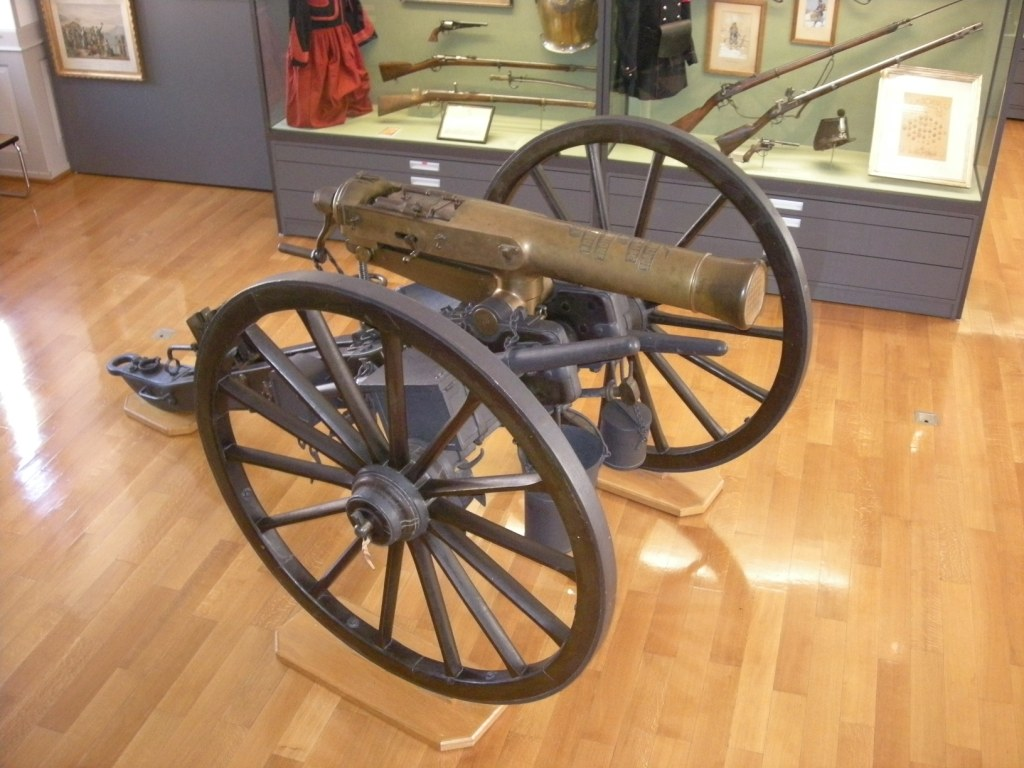
De Reffye Mitrailleuse (Standort: Musée Militaire Vaudois, Morges)

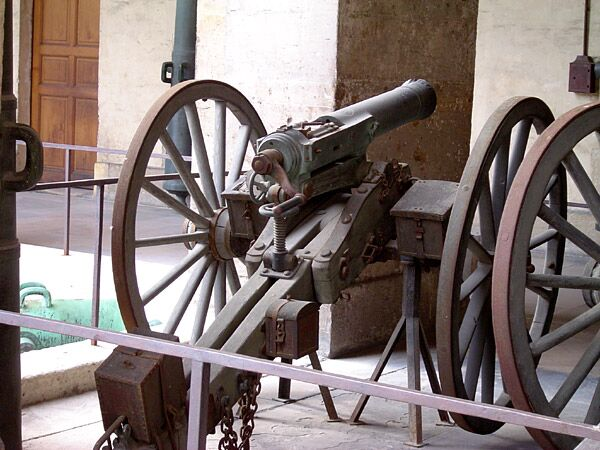
Rückansicht einer Mitrailleuse

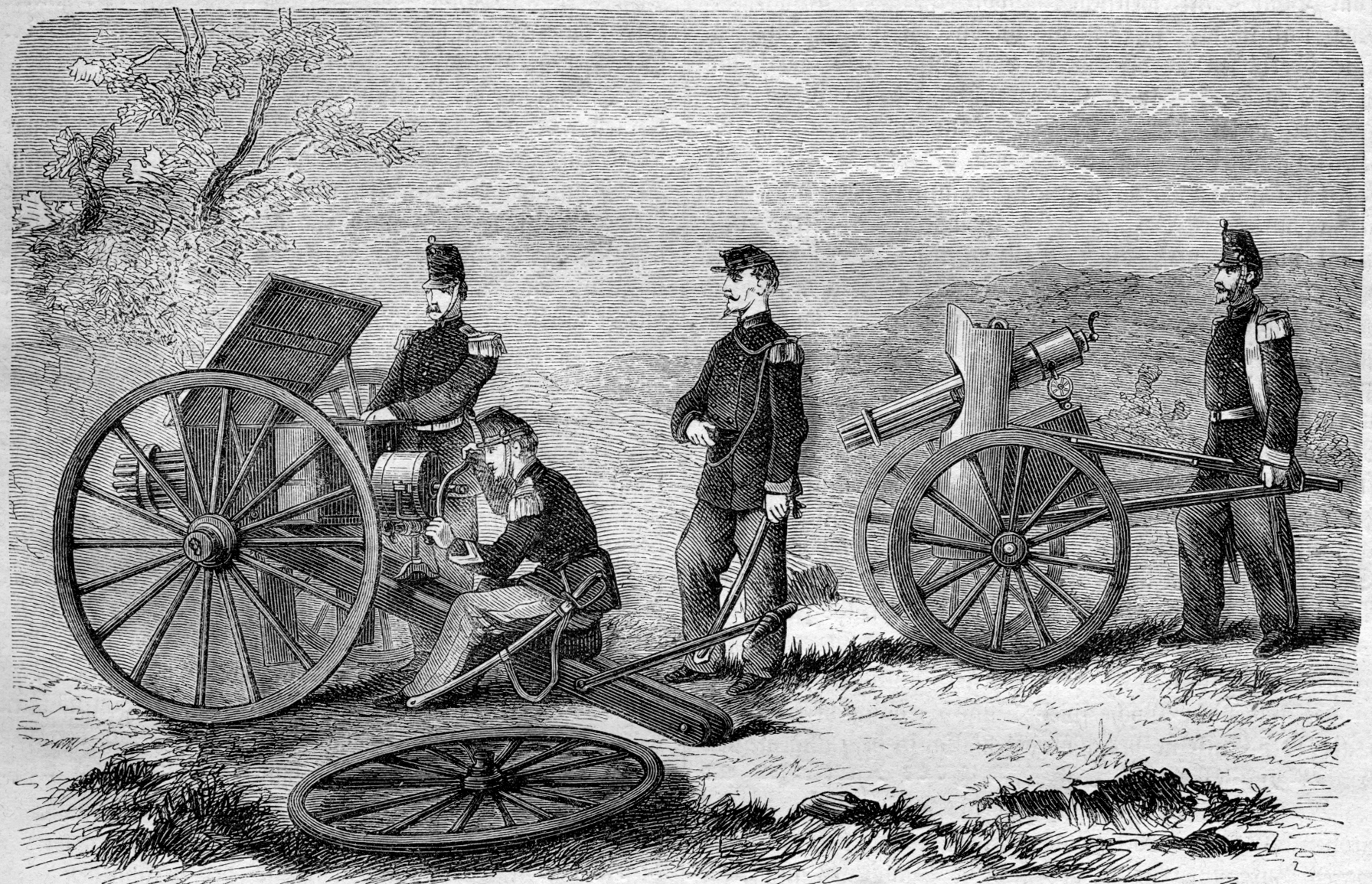
Einsatz der Mitrailleuse im Deutsch-Französischen Krieg in einer zeitgenössischen Darstellung

Die Mitrailleuse (IPA: mitʁaˈjøːzə, anhörenⓘ; von französisch mitraille „Kartätsche“) ist ein manuell bedientes Salvengeschütz und wurde ursprünglich 1850 in Belgien entwickelt. Einige dieser Schusswaffen wurden im Deutsch-Französischen Krieg (1870–1871) auf französischer Seite benutzt. Die französische Reffye, eine Mitrailleusen-Variante, war die erste Schnellfeuer-Schusswaffe, die als Standardausrüstung einer Armee in einem größeren Konflikt eingesetzt wurde. Obwohl die Konstruktion innovativ war, wurde die Waffe nie erfolgreich, da ihr taktisches Potenzial sehr gering war. Das Wort mitrailleuse steht bis heute im französischsprachigen Raum für ein Maschinengewehr, obwohl die historische Mitrailleuse keine automatische Schusswaffe darstellte, sondern manuell geladen werden musste.

## Technik

### Aufbau
Viele Varianten der Mitrailleuse wurden gebaut, wobei alle dasselbe Grundprinzip aufwiesen. Es wurden mehrere gezogene Läufe zusammengebaut und auf eine konventionelle Lafette der Artillerie beziehungsweise auf ein Dreibein gesetzt. Jeder Lauf war ein Hinterlader, die Munition wurde also von hinten in den Lauf geschoben. Zum Laden wurde die Munition auf eine spezielle Platte gesetzt, die der Anordnung der Läufe entsprach. Der hintere zentrale Verschluss wurde geöffnet und die Platte samt Munition eingelegt. Dadurch wurden alle Läufe gleichzeitig geladen und der Verschluss entweder über einen großen Hebel oder ein großes horizontales Gewinde zentral verriegelt. Ein zweiter Hebel musste schnell bewegt werden (bei einigen Modellen wurde dazu eine Kurbel gedreht), um die Läufe schnell nacheinander abzufeuern. Dadurch bekam die Waffe den Beinamen moulin á café (Kaffeemühle). So wurde auch die in Amerika während des Sezessionskrieges entwickelte automatisch feuernde Schusswaffe Union Repeating Gun genannt, die de facto das erste Maschinengewehr darstellte.
Die Platte, welche die Munition aufgenommen hatte, musste vor dem Nachladen entfernt werden. Im Gegensatz zur Gatling und späteren automatischen Schusswaffen lief der Laden-Schießen-Entladen-Vorgang manuell ab. Der große Vorteil der Mitrailleuse gegenüber den damaligen Handfeuerwaffen war das schnelle Nachladen und Abfeuern zahlreicher Läufe.
Die diversen Varianten der Mitrailleuse unterschieden sich durch die Anzahl der Läufe und deren Kaliber:
| Variante                        | Läufe | Anordnung der Läufe                                      | Kaliber        | Datum1 | Bemerkungen                                                                                         |
| Bollée                          | 30    | zwei konzentrische Kreise (18 im Äußeren, 12 im Inneren) | 13 mm (0,5 in) | ?      | eingesetzt durch die französische Armee während des Deutsch-Französischen Krieges (1870–1871)       |
| Chevalier et Grenier            | 16    | zwei horizontale Reihen (2 × 8)                          | 11 mm (0,4 in) | ?      | |
| Gabert                          | 04    | ???                                                      | 11 mm (0,4 in) | ?      | auf Dreibein montiert, im Gegensatz zu den lafettierten anderen Varianten                           |
| Christophe-Montigny             | 37    |                                                          | 11 mm (0.4 in) | 1851   | entwickelt und eingesetzt durch die belgische Armee                                                 |
| Reffye                          | 25    | in fünf Reihen (5 × 5)                                   | 13 mm (0.5 in) | 1865   | verbreitet eingesetzt durch französische Armee während des Deutsch-Französischen Kriegs (1870–1871) |
| Fußnoten: [1] Entwicklungsdatum |       |                                                          |                |        | |

Die meisten Varianten der Mitrailleuse wurden auf eine Artillerie-Lafette montiert. Durch das Gesamtgewicht von etwa 900 kg waren sie auf dem Schlachtfeld zu unbeweglich. Ungefähr ein Drittel der Reffye-Mitrailleusen wurden mit einer Stahlplatte zum Schutz der Bedienungsmannschaft vor gegnerischem Feuer versehen. Diese Maßnahme wurde erst spät (1871) – vermutlich als Reaktion auf die Erfahrungen auf den Schlachtfeldern des Deutsch-Französischen Krieges – getroffen.

### Munition und Feuergeschwindigkeit
Durch das manuelle Laden der Waffe war die Kadenz erheblich von den Fertigkeiten der Bedienungsmannschaft abhängig. Eine geübte Mannschaft konnte mit einer Reffye-Mitrailleuse drei Salven (jeweils 25 Schuss) pro Minute während eines normalen Gefechts sowie im Notfall maximal fünf Salven (125 Schuss) abfeuern. Die Schussgeschwindigkeit wurde vom Schützen beeinflusst, der die kleine Kurbel auf der rechten Seite der Waffe bediente. Eine normale Batterie von Reffye-Mitrailleusen bestand aus sechs Geschützen, die alle mehr oder weniger in einer Linie feuerten.
Die Reffye-Mitrailleuse feuerte von Gaupillat entwickelte 13-mm-Patronen-Munition, die seinerzeit hochmodern war. Sie war mit Zentralfeuerzündung, einem Rand am Messingboden und einer dunkelblauen Hartpapier-Hülse einer modernen Schrotmunition nicht unähnlich. Das 13-mm-(0,512-inch)-Projektil wurde durch gepresstes Schwarzpulver mit einer Mündungsgeschwindigkeit von 475 m/s angetrieben; die Mündungsenergie (durch das höhere Geschossgewicht) betrug das dreieinhalbfache der Chassepot- oder Dreyse-Munition. Sie war damit die bei weitem durchschlagsstärkste Gewehrmunition ihrer Zeit.
Die Patronen wurden in austauschbaren Stahlplatten vorgeladen. Während des Schießens der Mitrailleuse waren deren drei im Gebrauch: eine in der Waffe, eine wurde von den Hülsen befreit und eine wurde mit 25 neuen Patronen geladen.
Der Lauf der Mitrailleuse konnte für Streufeuer über Handräder seitwärts sowie vor und zurück bewegt werden. Der Winkel der Waffe war jedoch beschränkt und die Seitwärtsbewegungen waren nicht groß genug für effektives Streufeuer auf kurzen Distanzen. Der Streubereich der Waffe war so klein, dass einzelne preußische Soldaten oft von einer ganzen Salve getroffen wurden. Während eines frühen Gefechts im Krieg wurde der preußische General von Francois bei Forbach auf den Spicherer Höhen am 6. August 1870 von vier Kugeln einer Salve niedergeschossen. Nach preußischen Aussagen trafen diese vier Kugeln einer Mitrailleuse aus einer Entfernung von 600 m. Die französische Artillerie löste das Problem, indem eine spezielle Munition mit drei Kugeln, die aus einer Patrone abgefeuert werden, für kurze Schussdistanzen verwendet wurde.

## Entwicklung
Die Mitrailleuse wurde durch den Einsatz in der französischen Armee bekannt, war jedoch bereits in den 1850er-Jahren in Belgien entwickelt und eingesetzt worden. Konstruiert wurde die Waffe von Hauptmann T.H.J. Fafschamps im Jahr 1851 und hergestellt durch Joseph Montigny von Fontaine-l’Évêque in der Nähe von Brüssel. Die Waffe wurde anscheinend nur als Defensivwaffe zum Schutz belgischer Festungen verwendet.
Das französische Militär begann, sich für die Mitrailleuse zu interessieren, und beauftragte 1860 eine Kommission der französischen Artillerie, die Waffe für die eigene Verwendung zu prüfen. Im Mai 1864 sandte der General Edmond Lebœuf einen Vorbericht mit dem Titel Note sur le Canon á Balles an den Oberbefehlshaber der französischen Armee, Napoléon III. Die Serienproduktion begann im September 1865 unter größter Geheimhaltung unter der Leitung von Oberstleutnant Jean-Baptiste Verchère de Reffye. Die Montage und die Herstellung einiger Teile erfolgte in Meudon, die meisten Teile wurden jedoch von der Industrie geliefert. Die Produktion verlief schleppend, da der Großteil des Fünf-Jahres-Budgets für das Chassepotgewehr ausgegeben wurde. Dadurch war Napoleon III. gezwungen, die Entwicklung und Herstellung der Mitrailleuse mit geheimen Mitteln zu finanzieren.
Die Waffe wurde 1868 ausgiebig in der Satory „Polygon“ Anlage nahe Versailles unter größter Geheimhaltung getestet. Aus Angst vor Spionen wurde die Waffe in einem Zelt abgefeuert, während auf entfernte Ziele geschossen wurde. Die Mitrailleuse, von den Deutschen später auch etwas abfällig „Kugelspritze“ genannt, zeigte eine beeindruckende Effizienz und wäre auf dem Schlachtfeld zweifellos erfolgreicher gewesen, hätten nicht Gewicht, Lafette und Bespannung eine organisatorische Zuordnung zur Artillerie erfordert.
Insgesamt wurden bis Juli 1870 215 Mitrailleusen sowie fünf Millionen Schuss Munition gefertigt, jedoch waren davon, als der Krieg gegen Preußen losbrach, nur 190 Mitrailleusen einsatzbereit.

## Einsatzweise
Die französische Armee sah die Mitrailleuse als Artilleriewaffe (und nicht als Infanteriewaffe, wie es später die Maschinengewehre waren), darum wurde die Reffye-Mitrailleuse in der französischen Armee „Canon à Balles“ (frei übersetzt: Kugelkanone) genannt. Die Mitrailleusen wurden auch von Artilleriepersonal bedient und neben regulären Vier-Pfünder-Geschützen eingesetzt. Jede Mitrailleusen-Batterie bestand aus sechs Waffen mit einer jeweils sechsköpfigen Mannschaft. Ein Mann stand vorn rechts und feuerte die Waffe ab, ein zweiter vorn links richtete die Waffe. Die anderen vier Mann waren für das Zielen, Laden und Entladen zuständig.
Die militärische Nutzung als Artilleriewaffe war ein schwerwiegender taktischer Fehler. Um gegnerischem Gewehrfeuer zu entgehen, wurden die Mitrailleusen-Batterien üblicherweise 1.400 m hinter der Front aufgestellt. Obwohl die maximale Reichweite der Mitrailleuse 3.400 m betrug, wurden praktisch selten mehr als 2.000 m erreicht. Dies war weitaus weniger als die Reichweite der konventionellen französischen Artillerie, mit der die Mitrailleuse zusammen operierte. Die Entfernung war zu groß, um Ziele durch die zwei einfachen Zielvorrichtungen auffassen und anvisieren zu können. Auch war es auf diese Entfernung nicht möglich, den Einschlag der Kugeln zu beobachten, es sei denn, es wurden Gegner getroffen. Es sei erwähnt, dass moderne Maschinengewehre weit unter ihrer maximalen Reichweite benutzt werden; das M60-Maschinengewehr z. B. wird normalerweise auf Entfernungen bis 1.100 m bei einer maximalen Schussweite von 3.725 m benutzt. Die Mitrailleuse wurde im Gegensatz dazu meist bis zur maximalen Schussreichweite eingesetzt. Dieser Mangel im taktischen Einsatz der Mitrailleuse zeigte sich in fataler Weise im Krieg gegen Preußen.

## Die Mitrailleuse im Krieg

### Deutsch-Französischer Krieg (1870–1871)
Der Ausbruch des Krieges am 19. Juli 1870 führte bei der französischen Armee mancherorts zu chaotischen Truppenbewegungen. Die Mitrailleusen-Batterien standen teilweise vor erheblichen Problemen. Obwohl sie auf dem Papier bereits aufgestellt waren, befanden sich die Waffen immer noch in den Lagern in Meudon sowie in den Festungen Montrouge, Issy und Mont-Valerien bei Paris. Die Bedienungsmannschaften waren zwar bereits ausgewählt, aber noch nicht zusammengeführt worden. Viele hatten nur geringe oder gar keine Ausbildung an der Waffe erhalten. Detaillierte Bedienungsanleitungen wurden zwar im Januar 1870 gedruckt, doch erst kurz vor dem Beginn der Feindseligkeiten ausgeteilt. Infolge der strikten Geheimhaltung waren nur wenige Artillerieführer mit den Möglichkeiten der Waffe vertraut – viele wussten gar nichts von ihrer Existenz. Offenbar kamen Mitrailleusen am 2. August 1870 bei der Einnahme von Saarbrücken erstmals im Gefecht zum Einsatz. Marschall MacMahon, Kommandant der Armee von Châlons, beklagte allerdings, dass er noch nie eine Mitrailleuse gesehen habe, bis ein lafettiertes Exemplar in der Schlacht von Sedan am 2. September 1870 an ihm vorbeifuhr – knapp einen Monat nach Ausbruch der Kämpfe.
Mitrailleusen wurden in allen größeren Schlachten des Krieges eingesetzt, aber ihre kleine Anzahl (nur 190 Stück der Reffye-Variante waren verfügbar) schränkte die Wirksamkeit im Felde ein. Die falsche taktische Nutzung war ein weiteres Problem auf dem Schlachtfeld, da Mitrailleusen zu ungenau waren, um weit entfernte Ziele schnell genug bekämpfen zu können. Des Weiteren war der komplizierte Feuermechanismus empfindlich und konnte von einer unerfahrenen Mannschaft leicht beschädigt werden. Verunreinigungen des Mechanismus durch Pulverrückstände konnten bei anhaltendem Feuer ebenfalls zu einem Problem werden.
In den wenigen Fällen, in denen Mitrailleusen taktisch korrekt eingesetzt wurden, zeigten sie das durchschlagende Potenzial der Waffe. Die Mitrailleusen-Batterie von Hauptmann Barbe forderte in der Schlacht bei Gravelotte eine hohe Zahl von Opfern unter den Preußen, da sie die Entfernung zum Ziel schnell genug einstellen konnte.
Die Preußen und andere Beobachter blieben unbeeindruckt von der Leistung der Mitrailleuse. Im Falle der Preußen war diese Meinung jedoch durch die eigene Propaganda gebildet worden. Sie hatten nur sehr wenige automatische Waffen bzw. Salvengeschütze auf ihrer Seite und hielten die Moral der eigenen Truppe im Angesicht einer neuen gegnerischen Waffentechnologie durch die Propaganda aufrecht, dass Mitrailleusen ineffektiv seien. Trotzdem sahen die Preußen darin eine Bedrohung und die Artillerie schaltete vor allem anderen die Mitrailleusenbatterien aus. Das einer „schnurrenden Raspel“ ähnelnde Geräusch der Waffe beeindruckte dennoch die preußischen Truppen; sie nannten die Mitrailleuse „Höllenmaschine“.
„Un zuletzt, als es bergan ging und sie nich mehr konnten, da hielten sie sich an die Kusseln, weil sie sonst rücklings runtergefallen wären, un immer die verdammten Dinger dazwischen, die so quietschen un sich anhören wie 'ne Kaffeemühle.“
(Referenz auf anrennende Infanterie in der Novelle Stine von Theodor Fontane)
United-States-Army-General William Babcock Hazen, der den Krieg beobachtete, sagte, dass die französische Mitrailleuse die Erwartungen nicht erfüllt habe. „Die Deutschen missachteten sie, und sie wird kaum eine permanente Rolle im Militärwesen spielen.“ Auf den Punkt gebracht waren solche handbetriebenen Salvengeschütze wie die Reffye-Mitrailleuse eine technologische Sackgasse; sie wurden sehr bald durch die automatischen Maschinengewehre ersetzt.
Nach dem Sturz Napoleons III., der auf die katastrophale Niederlage in der Schlacht von Sedan folgte, kam das französische Militär unter das Kommando der republikanischen Regierung unter Führung von Léon Gambetta. Er organisierte energisch die nationale Verteidigung und trieb die Produktion von Kriegsmaterial voran. Die meisten konventionellen Waffen wurden in der Provinz hergestellt, jedoch wurden einige Mitrailleuse in Paris repariert und sogar während der Belagerung von Paris weitere produziert.
Die Produktion der Mitrailleuse und der Munition wurde unter der Leitung von De Reffye in der Küstenstadt Nantes im Westen Frankreichs wieder aufgenommen. Es wurden 122 Mitrailleusen gefertigt, um die knapp 200 Stück zu ersetzen, die entweder zerstört oder von den deutschen Truppen erbeutet worden waren.

### Einsatz gegen die Yaqui in Mexiko
Es wird berichtet, dass Mitrailleusen von den mexikanischen Regierungstruppen gegen die Yaqui-Indianer unter dem Kommando von Cajemé (José Maria Leyva) von 1874 bis 1887 eingesetzt wurden.

### Nach dem Krieg
Nach dem Waffenstillstand mit dem Deutschen Reich im Mai 1871 fand einer der letzten Einsätze einer Reffye-Mitrailleuse mit Truppen unter dem Befehl von Adolphe Thiers statt, als diese gefangengenommene Mitglieder der Pariser Kommune im Bois de Boulogne exekutierten. Ähnliche Ereignisse sollen sich in der Kaserne in Lobau im Zentrum von Paris ereignet haben.
Eine große Zahl von Mitrailleusen (zusammen 268) hat den Krieg in der französischen Armee überstanden. Des Weiteren gab Deutschland im Jahre 1875 122 im Krieg erbeutete Mitrailleusen an Frankreich zurück. Im selben Jahr wurden viele Mitrailleusen in französische Bestände aufgenommen und als statische Defensivbewaffnung für den Flankenschutz der Festungen eingesetzt. Die letzte Mitrailleuse wurde 1908 aus einer Festung entfernt. Die Reffye-Mitrailleuse wurde weder vor noch nach dem Krieg für den Verkauf freigegeben. Sie wird des Öfteren mit anderen manuell zu bedienenden Schnellfeuer-(Salven)Geschützen, beispielsweise der belgischen Montigny-Mitrailleuse oder gar der Gatling, verwechselt.

## Einfluss auf andere Entwicklungen
Der langfristige Einfluss der schwachen Leistungen der Mitrailleuse war lange Zeit Bestandteil vieler Diskussionen unter Historikern. In Machine guns: An Illustrated History argumentiert J. Willbanks, dass die Ineffektivität der Waffe im Deutsch-Französischen Krieg auf die lange Zeit der Ablehnung von mechanisierten Waffen durch die europäischen Armeen zurückzuführen ist, besonders auf dem europäischen Festland. Frankreich führte erst 1897 mit dem Hotchkiss-Maschinengewehr ein Maschinengewehr ein, das später als Hotchkiss M1914 Standard-MG wurde. Die gepanzerten Einheiten setzten daneben später das St. Étienne M1907 ein. Vermutlich geht der Widerstand gegen die Einführung von automatischen Waffen in der französischen Armee auf die schlechten Erfahrungen mit der Mitrailleuse zurück. Gestützt wird diese Vermutung durch die Tatsache, dass das Maxim-Maschinengewehr für die gepanzerten Einheiten von Anfang an ausführlich getestet wurde.
Die Franzosen legten direkt nach dem Krieg von 1870/71 einen sehr viel größeren Wert darauf, ihre konventionelle Artillerie zu verbessern. Die Unterlegenheit der französischen Artillerie während des Krieges war ein großer Ansporn, das De-Bange-Feldgeschütz (1877) und schließlich das bekannte Feldgeschütz Canon de 75 modèle 1897 zu entwickeln. Bei einer Kadenz von normal 15 Schuss pro Minute konnte eine einzelne 75-mm-Kanone in einer Minute 4.350 Schrapnell-Kugeln 6 km weit schießen, während die 75 Geschosse einer Reffye-Mitrailleuse nur 2 km weit flogen.
Ungeachtet dieser Entwicklungen bei den weitreichenden Waffensystemen wurde immer noch eine Waffe mit kurzer und mittlerer Reichweite zur unmittelbaren Infanterieunterstützung benötigt. Während der Jahre 1871 bis 1890 wurden von den europäischen Armeen verschiedene europäische und amerikanische Maschinengewehrtypen eingeführt. Eine große Anzahl von Gatling-Maschinengewehren wurde in den USA beschafft und in den westeuropäischen Kolonialkriegen in Afrika, Indien und Asien eingesetzt. 25 dieser Waffen fanden ebenfalls in französischer Hand während des Deutsch-Französischen Krieges Verwendung. Die Leistung der Waffe war bei Kampfhandlungen bei Le Mans im Westen Frankreichs außerordentlich gut. Außerdem bestellte das französische Militär für die Marine und befestigte Anlagen eine große Zahl der manuell zu bedienenden mehrläufigen Schnellfeuerkanonen im Kaliber 37 mm (so genannte „Hotchkiss-Revolverkanonen“), die ab 1879 in Frankreich von der Firma des Amerikaners Benjamin Hotchkiss hergestellt wurden. In den 90er-Jahren des 19. Jahrhunderts ersetzten die europäischen Armeen ihre Gatlings und andere manuell zu bedienende Waffen durch automatische Maschinengewehre wie das Maxim-Maschinengewehr, das Colt-Browning M1895 und ab 1897 das Hotchkiss-Maschinengewehr. Diese Waffen wurden mit dem Ausbruch des Ersten Weltkrieges 1914 allgemein eingesetzt und bewährten sich hervorragend.

### BegriffMitrailleusein der Moderne
Moderne Maschinengewehre werden in Frankreich immer noch als Mitrailleuse bezeichnet, der richtungsweisenden Mitrailleuse Hotchkiss aus dem Jahr 1897 folgend. Die Bezeichnung der Minimi leitet sich von dem Begriff Mini-Mitrailleuse (zu deutsch: Mini-Maschinengewehr) ab.
Der Begriff wird des Weiteren auch in Norwegen verwendet. Obwohl dort mitraljøse geschrieben, ist die Aussprache identisch. Die Bezeichnung findet heutzutage in Norwegen für das auf einer Dreibeinlafette montierte Maschinengewehr MG3 (deklariert als mitr-3) Verwendung. Dies entspricht im Deutschen dem Schweren Maschinengewehr als Bezeichnung eines MGs auf Lafette.
Im Portugiesischen wird das Wort metralhadora benutzt. Obwohl es vom französischen Mitrailleuse abstammt, wird es anders ausgesprochen. Es bezeichnet eine automatische Waffe.
Das Wort lebt ebenfalls im Rumänischen weiter, wo eine automatische Waffe als mitralieră bezeichnet wird. In Slowenien und Serbien heißt es mitraljez, in Italien mitragliatrice, auf Spanisch metralleta.

## Ausgestellte Mitrailleusen
Eine originale Reffye-Mitrailleuse ist im Pariser Musée de l’Armée im Hôtel des Invalides zu sehen. Ein besseres Exemplar ist im Musée royal de l’Armée et d'Histoire Militaire in Brüssel ausgestellt. Eine ebenfalls sehr gut erhaltene Reffye-Mitrailleuse ist im Dreiecklandmuseum in Heitersheim nahe Freiburg im Breisgau zu sehen.
Eine Mitrailleuse in bestem Zustand steht im Militärhistorischen Museum der Bundeswehr in Dresden. Sie ist eine Beutewaffe des (2. Kgl. Sächs.) Jäger-Bataillons Nr. 13 aus dem Deutsch-Französischen Krieg. Vor dem Ersten Weltkrieg stand sie vor der von Karl Friedrich Schinkel erbauten Altstädtischen Hauptwache (zwischen Hofkirche und Zwinger) in Dresden und fand in Ludwig Renns Adel im Untergang Einzug in die Literatur.
Eine ebenfalls sehr gut erhaltene Reffye-Mitrailleuse ist in der Zitadelle von Berlin-Spandau in der Exerzierhalle ausgestellt, eine weitere steht im Bismarck-Museum Friedrichsruh.

## Bilder

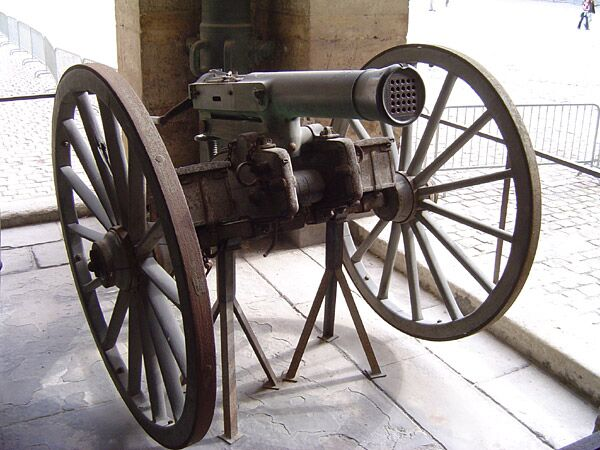
Vorderansicht einer Mitrailleuse
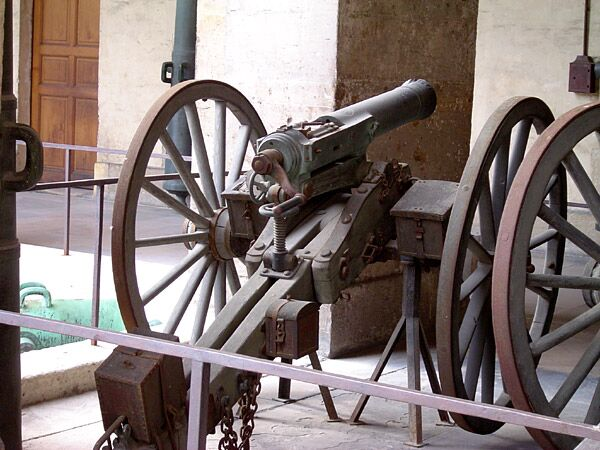
Rückansicht einer Mitrailleuse
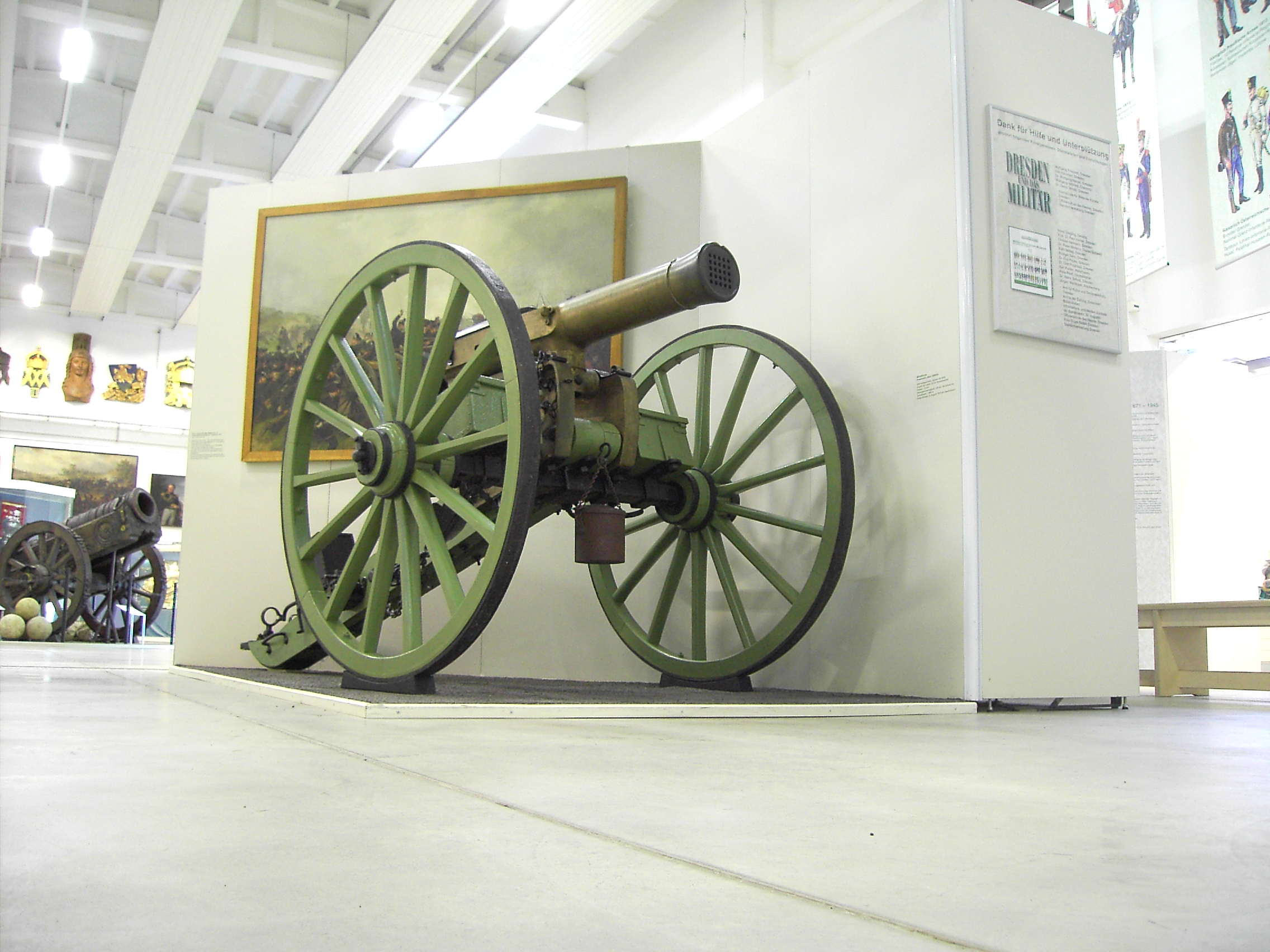
Mitrailleuse im MHM Dresden
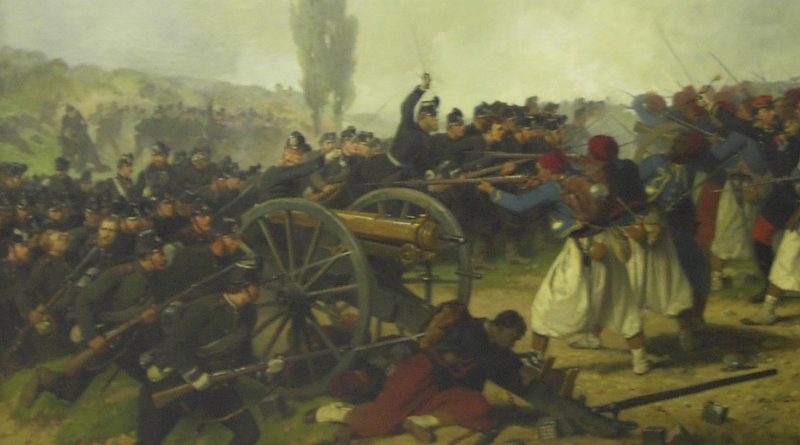
Mitrailleuse in der Malerei